# Ferenc Kovács
Ferenc Kovács (Budapest, 7 de enero de 1934 – Székesfehérvár, 30 de mayo de 2018) fue un futbolista, que jugó como defensa, y posteriormente se convirtió en entrenador. Como jugador, hizo toda su carrera con el MTK. Llegó a jugar en una ocasión con la selección de Hungría, donde ganó la medalla de bronce en Juegos Olímpicos de Roma 1960.

## Trayectoria

### Jugador
| Club         | País    | Período   |
| ------------ | ------- | --------- |
| MTK Budapest | Hungría | 1954–1965 |

### Entrenador
| Club                 | País    | Período   |
| -------------------- | ------- | --------- |
| MTK                  | Hungría | 1968–1969 |
| Egri Dózsa           | Hungría | 1970–1972 |
| Videoton             | Hungría | 1972–1977 |
| Vasas                | Hungría | 1977–1978 |
| Selección de Hungría | Hungría | 1978–1979 |
| Debreceni VSC        | Hungría | 1980–1983 |
| Videoton             | Hungría | 1986-1987 |
| U. D. Las Palmas     | España  | 1986–1987 |
| Videoton             | Hungría | 1987–1988 |
| Szeged SC            | Hungría | 1989–1990 |
| Újpest               | Hungría | 1990–1992 |